# Slàntsevki Rudnik
Slàntsevki Rudnik (en rus: Сланцевый Рудник) és un poble (un possiólok) de l'óblast de Saràtov, a Rússia, segons el cens del 2020 tenia 1.168 habitants. Pertany al districte municipal d'Ozinki.